# Quick-Step
Quick-Step — торговая марка бельгийской компании Unilin. Под названием марки производятся напольные покрытия из ламината, ПВХ-плитки и паркетной доски. В 2005 году Mohawk Industries приобрела бренд за $2,6 млрд.

## История
Напольные покрытия Quick-Step выпускаются с 1990 года.
В 1997 году компания представила систему Uniclic — запатентованная замковая система, которая обеспечивает быстрый и легкий способ укладки полов. Это позволило избежать использование клея при установке.
В 2001 году под брендом Quick-Step вышла первая коллекция ламинированных полов Perspective, между планками которых при защелкивании образуется треугольная канавка. В этом же году компания разработала структуру материалов, максимально приближенную к естественной. Бренд Quick-Step стал первым в отрасли, которому удалось добиться полного соответствия внешнего вида тактильным ощущениям.
В 2005 году компания представила первый ламинированный пол с постоянной защитой от статического электричества.
В 2009 году в ассортименте Quick-Step появились паркеты.

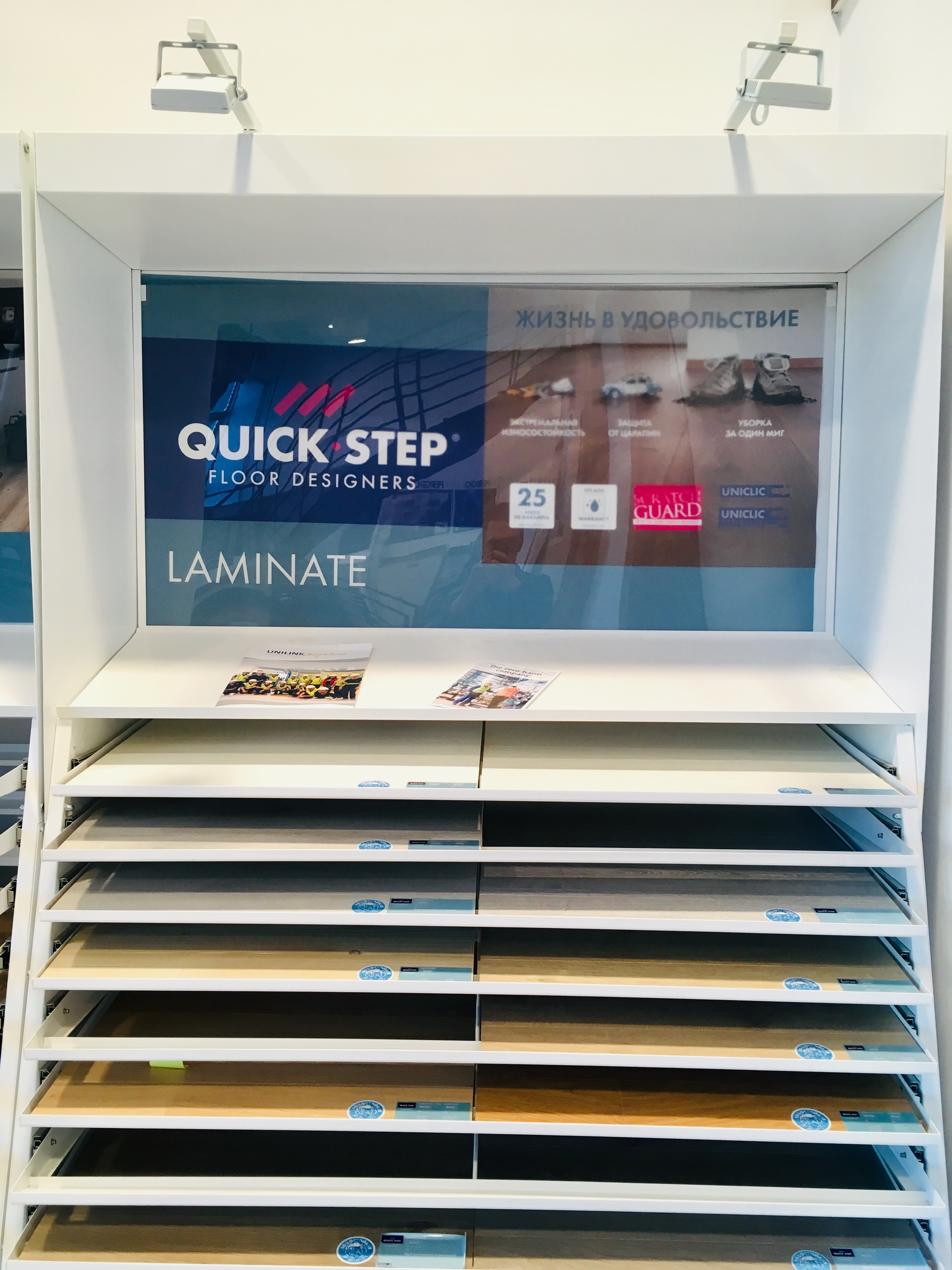
Продукция торговой марки Quick-Step

В 2012 году продукция компании получила в США сертификат безопасности FloorScore, подтверждающий экологичность продукции.
В 2012 году Unilin открыл завод на территории РФ
В 2013 году Quick-Step запустила производство виниловых напольных покрытий.
В 2014 году компания представила влагостойкий ламинированный пол коллекции Impressive и Impressive Ultra.
В 2015 году Unilin открыла собственную фабрику ПВХ-покрытий в Вилсбеке.

## Спонсорство
С 2003 года Quick-Step является главным спонсором бельгийской профессиональной шоссейной велокоманды Soudal Quick-Step.